# Гандизм
Гандизм — социально-политическое и религиозно-философское учение, разработанное Махатмой Ганди, ставшее идеологией индийского национально-освободительного движения. Гандизм стал официальной идеологией Индийского национального конгресса (ИНК) после расстрела митинга по приказу английских властей 13 апреля 1919 года. Центральная идея гандизма — идеал ахимсы, проявляющейся в непричинении вреда живым существам и абсолютном ненасилии.
Основные принципы:
- достижение независимости мирными, ненасильственными средствами, путём вовлечения в борьбу широких народных масс (сатьяграха);
- идеализация старины, апелляция к религиозным чувствам народных масс;
- борьба с кастовым неравенством;
- утверждение возможности достижения классового мира и разрешения конфликтов между классами путём арбитража, исходя из концепции об опеке крестьян помещиками, а рабочих — капиталистами;
- идеализация патриархальных отношений, призывы к возрождению сельской общины, кустарного ремесла в Индии и особенно ручного прядения и ткачества.

## История
«Амритсарская бойня» 13 апреля 1919 года, где было убито 379 человек и ранено 1208, потрясла Индию. Поэтому Индийский национальный конгресс принял программу Ганди — полный бойкот британских товаров.

## Последствия
- Соляной поход 12 марта 1930 года;
- Индийский национальный конгресс был объявлен вне закона;
- Конституция 1935 года.

## Известные представители
- Гандианцы (категория)
- Какасахеб Калелкар

## Основные программы достижения цели
- Сатьяграха
- Сварадж
- Свадеши